# ملاطفة

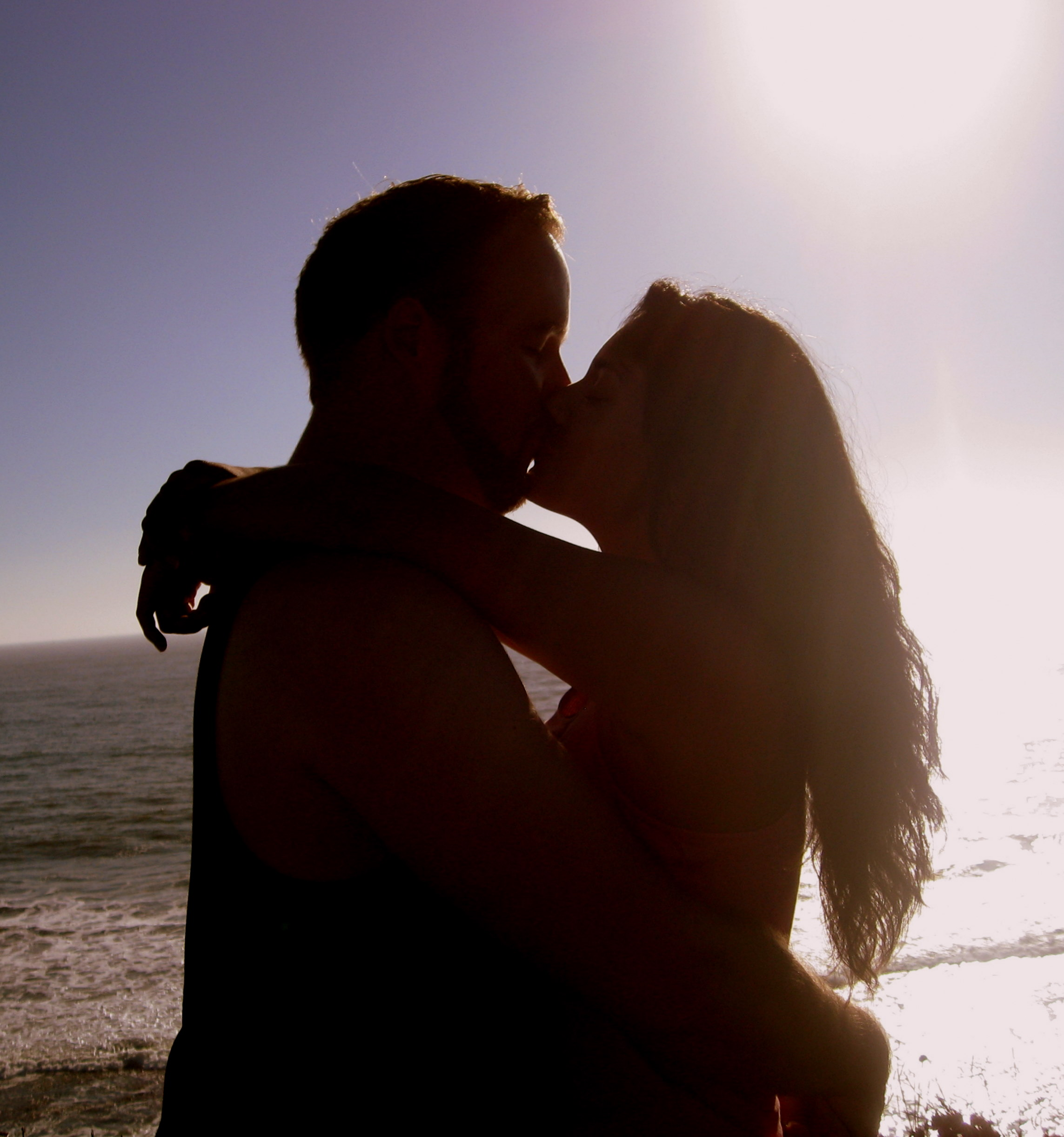
صورة ظلية لزوجينِ يتبادلانٍ قبلة فمويّة قُرب البحر

مُلاطَفة أو مُلاعَبة (بالإنجليزية: Petting)‏ هو مصطلحٌ أمريكي الأصل حيثُ ظهر في عام 1949 على الأقل ويُعنى بهِ التقبيل سواءً أكانَ على مستوى الفم أو التقبيل على مستوى الرقبة، كما قد يُشير إلى الأفعال الجنسية الخارجيّة – تلكَ التي لا تشتملُ على اختراق – مثل المُلاعبة الثقيلة.

## المعنى الاصطلاحي
عادةً ما يُستعمل هذا المصطلح للتعبير عن الرومانسية أو الانجذاب الجنسي، وهو في حقيقة الأمر يُغطي أو بالأحرى يُشير إلى مجموعةٍ واسعةٍ من السلوكات الجنسيّة التي قد تختلفُ من منطقةٍ إلى أخرى أو من بلدٍ إلى آخر. يُشير هذا المصطلح في العَادة إلى التقبيل، بما في ذلك «التقبيل المُطوّل» والذي يُعرف أيضًا باسم التقبيل الفرنسي كما قد يعني المُلامسة الحميمة للجسد. يُمكن أن يشير المصطلح أيضًا إلى أشكال أخرى من المداعبة مثل ما يُعرف «بالمُلاعبة الثقيلة»، والتي عادةً ما تنطوي تحفيز الأعضاء الجنسيّة دون حصول إيلاج.